# جاكي واكبيروم
جاكي واكبيروم (بالتايلندية: จักรกฤษณ์ เวชภิรมย์)‏ (26 يناير 1997 في محافظة تشانثابوري في تايلاند – )؛ هو لاعب كرة قدم كان يلعب كمدافع.

## وصلات خارجية
- جاكي واكبيروم على موقع رابطة كرة القدم اليابانية للمحترفين (اليابانية)
- جاكي واكبيروم على موقع قاعدة بيانات كرة القدم.إي يو (الإنجليزية)
- جاكي واكبيروم على موقع Soccerway.com (الإنجليزية)
- جاكي واكبيروم على موقع عالم كرة القدم.نت (الإنجليزية)